# Kloster St. Georg (Prag)

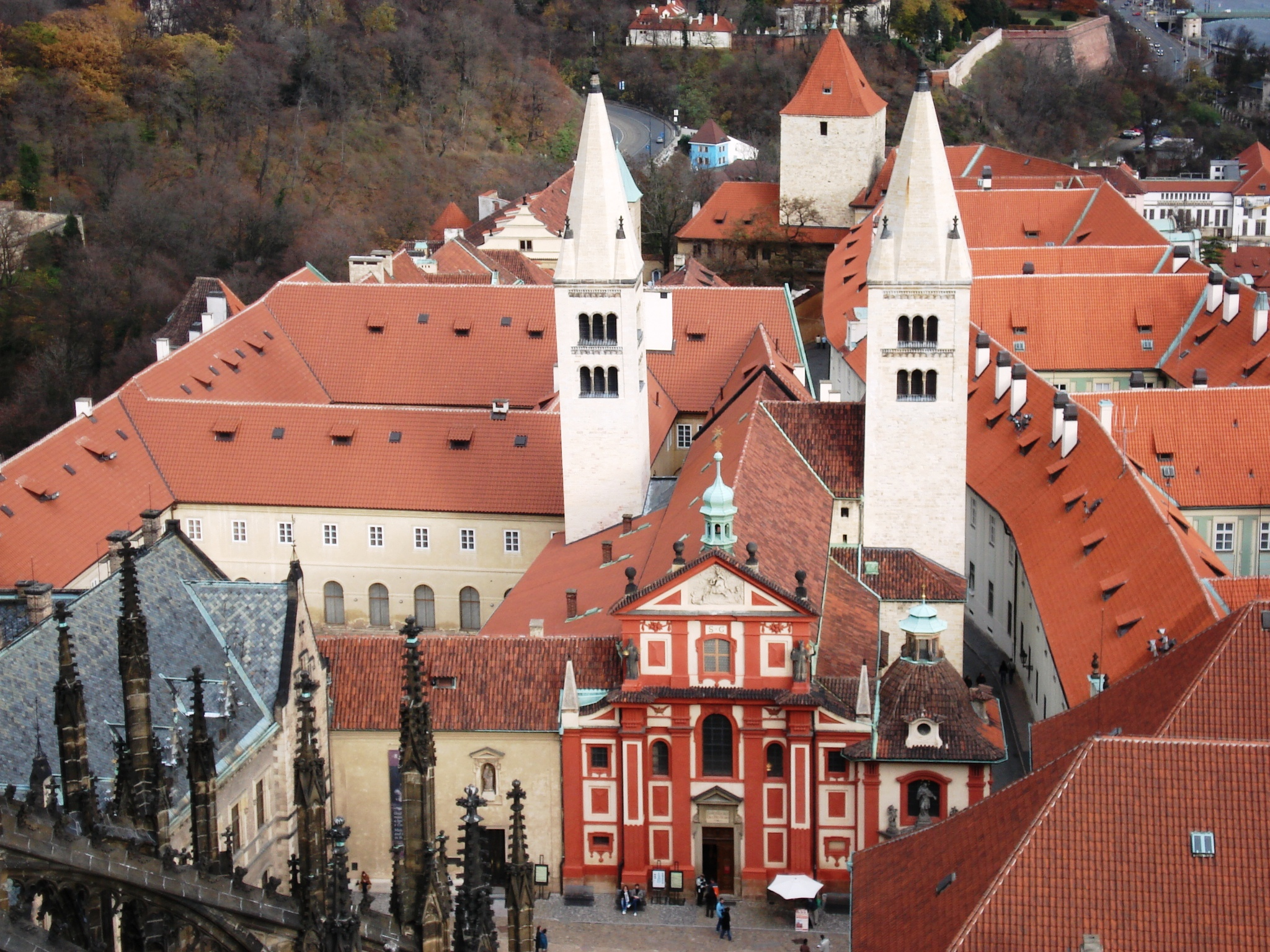
Das Kloster St. Georg auf der Prager Burg

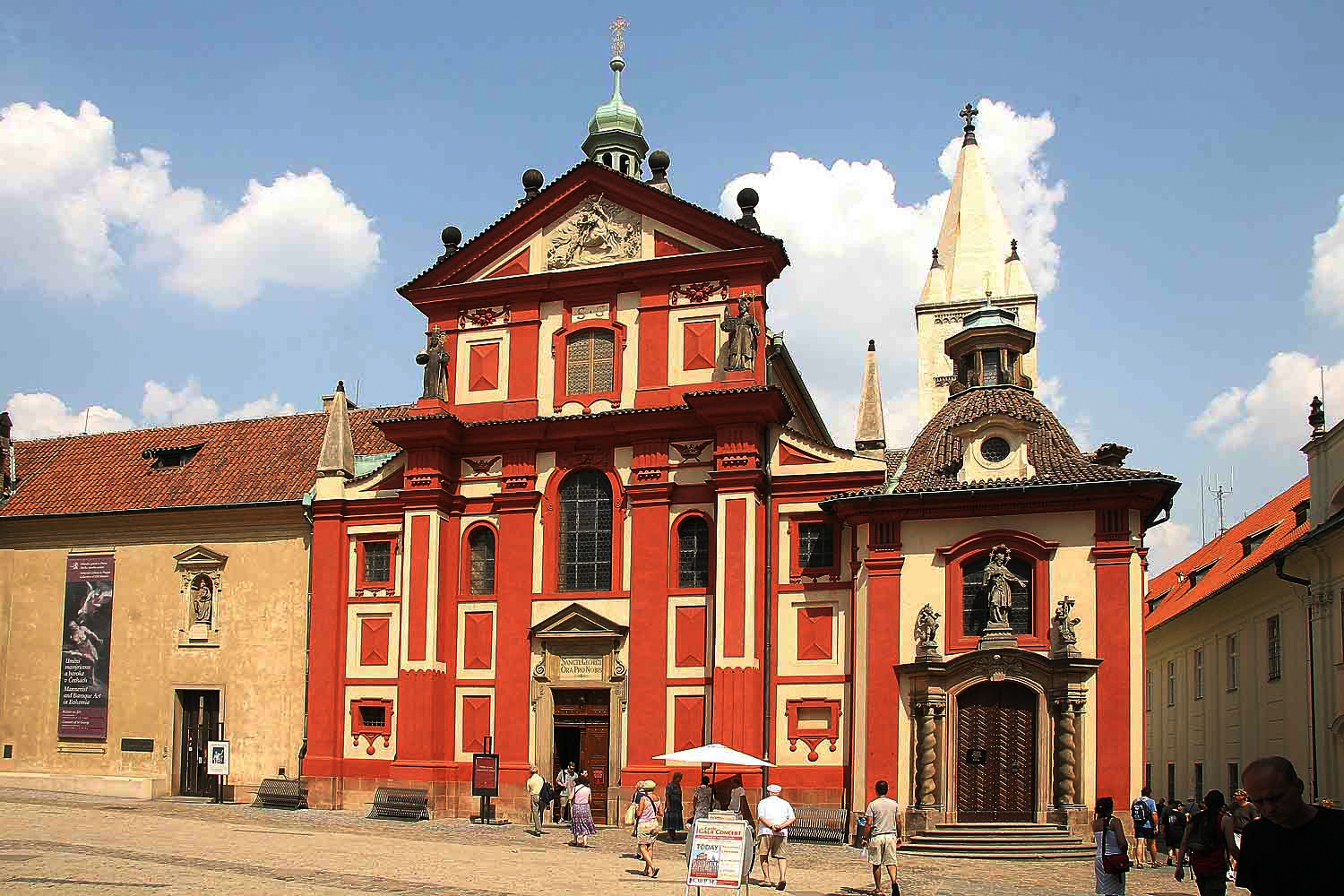
Eingang der St.-Georgs-Basilika

Das ehemalige Kloster St. Georg (tschechisch Klášter svatého Jiří) mit der zugehörigen Basilika befindet sich in Prag, im östlichen Teil der Prager Burg beim Veitsdom. Das Gotteshaus wurde vor dem Jahr 921 als drittälteste Kirche in Böhmen erbaut. Die im Jahr 976 gegründete Benediktinerinnenabtei war das erste Kloster im Land. Das Ordenshaus war im Mittelalter eng mit der herrschenden Dynastie der Přemysliden verbunden, aus deren Reihen viele Äbtissinnen stammten. Seine Glanzzeit als kulturelles Zentrum erlebte die Abtei und ihr Skriptorium unter Äbtissin Kunigunde zu Beginn des 14. Jahrhunderts. Nach der Zerstörung in den Hussitenkriegen bestand das Kloster noch bis zum Jahr 1782 fort.

## Frühzeit

### Entstehung der Basilika

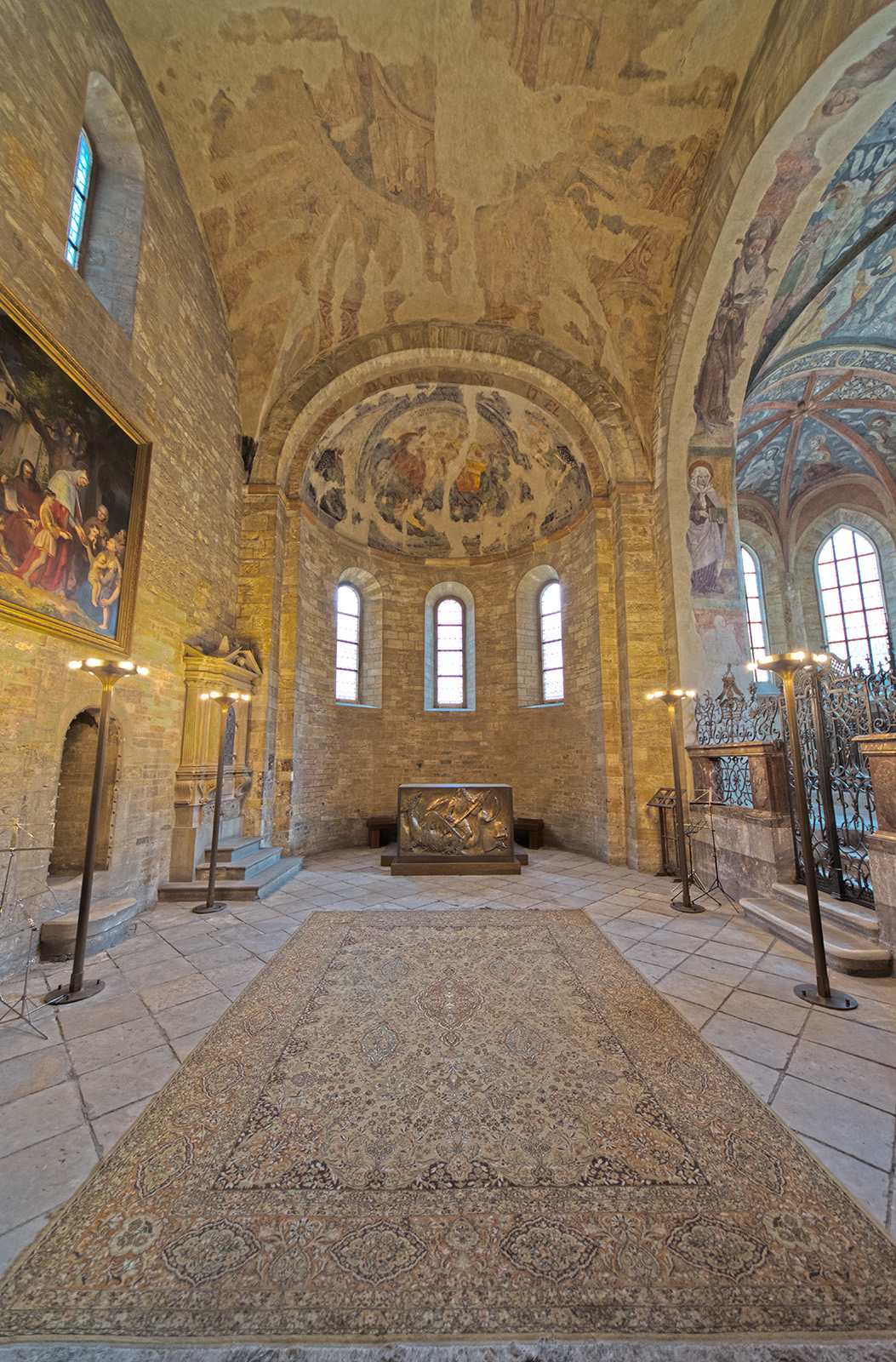
Blick vom Chorschranken in den Chor und die Apsis der Basilika

Den Bau der ersten Basilika auf dem Gelände des späteren Klosters begann Herzog Vratislav I. Als er 921 starb, war die Kirche zwar vollendet, aber noch nicht geweiht. Erst sein Sohn Wenzel schloss das Vorhaben ab. Er ließ hier 925 seine Großmutter Ludmilla bestatten; bei diesem Anlass wurde die Kirche geweiht. Die Basilika nahm in der Zeit der beginnenden Christianisierung Böhmens eine herausragende Stellung ein. Das hier ansässige Priester-Kollegiat war bis zur Gründung des Prager Bistums das kirchliche Zentrum des Landes.
Das Kollegiat bestand auch nach Gründung des Klosters fort. Zu seinen Aufgaben gehörte die Seelsorge im Kloster und die Feier des Gottesdienstes für die Nonnen und übrige Gläubige, wobei ein Schwerpunkt auf Totenmessen lag. Die Gemeinschaft hatte aber nicht nur im Kloster, sondern auch in hohen kirchlichen Kreisen weiterhin einen großen Einfluss.

### Entstehung des Klosters

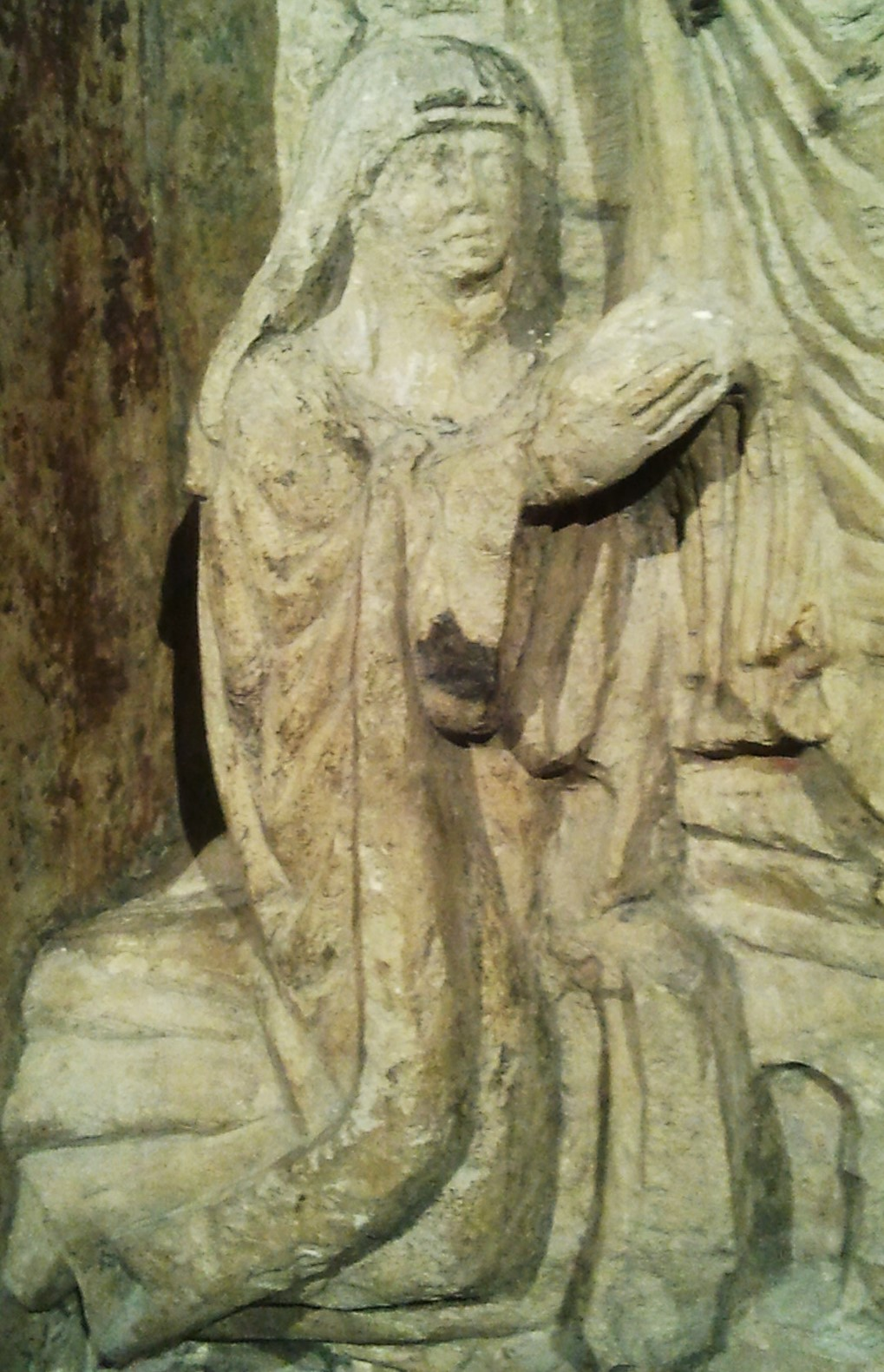
Die erste Äbtissin Mlada

Etwa in den Jahren 973–976 unternahm Mlada, Tochter Herzog Boleslavs I., eine diplomatische Reise nach Rom, wo sie die päpstliche Erlaubnis zur Gründung eines Bistums und eines Benediktinerinnen-Klosters in Böhmen erhielt. Sie nahm den Ordensnamen Maria an und brachte eine Gruppe von gottgeweihten Jungfrauen aus Rom mit. Mlada wurde nach ihrer Rückkehr zur ersten Äbtissin des Klosters geweiht.
Als Gründungsjahr des Klosters gilt das Jahr 976. Was den Klosterbesitz betrifft, muss man annehmen, dass es bereits zu Beginn über zahlreiche Güter verfügte, auch wenn über ihre Zahl oder Größe nähere Nachrichten fehlen. Die Frage, warum das älteste Kloster in Böhmen ein Frauenkonvent war und wer der ersten Gruppe angehörte, die aus Rom nach Prag kam, bleibt unbeantwortet.
Nach 976 wurde an der Nordseite der Basilika das erste Klostergebäude errichtet und das Gotteshaus diente fortan als Klosterkirche. Der ursprüngliche dreischiffige Bau wurde durch einen Westchor ergänzt, Tribünen für die Nonnen und eine Krypta angelegt. Das Kloster war in der Anfangszeit auch eine Grabstätte der Přemysliden. Erst später wurden Angehörige der herrschenden Dynastie im Veitsdom begraben.
Von Beginn an wurde das Georgskloster als Fürstenstiftung betrachtet. Der Fürst nahm sich das Recht heraus, das Kloster und den Konvent zu überwachen und zu beschützen. Dieser Schutz brachte der Abtei einerseits eine herausragende Stellung unter den böhmischen Klöstern ein, andererseits konnte er auch eine gewisse Form der Beschränkung und ein Hindernis auf dem Weg zur völligen Unabhängigkeit bedeuten. Frauen der Přemysliden-Familie versahen häufig das Amt der Vorsteherin, oft um den Preis der erzwungenen Abdankung der ursprünglichen Amtsträgerin – zum Beispiel trat 1302 Äbtissin Sophie zugunsten Kunigundes zurück. Auch der Übertritt aus einem anderen Orden kam vor. Agnes, Tochter König Vladislavs II., trat direkt aus dem Prämonstratenserinnenkloster Doksany in das Amt der Äbtissin ein. Trotz dieser Verbindung mit dem Herrscherhaus waren die Äbtissinnen des Georgsklosters eigenverantwortliche Verwalterinnen der Kirche, des Klosters, des Konvents und allen zugehörigen Eigentums.

### 11. und 12. Jahrhundert

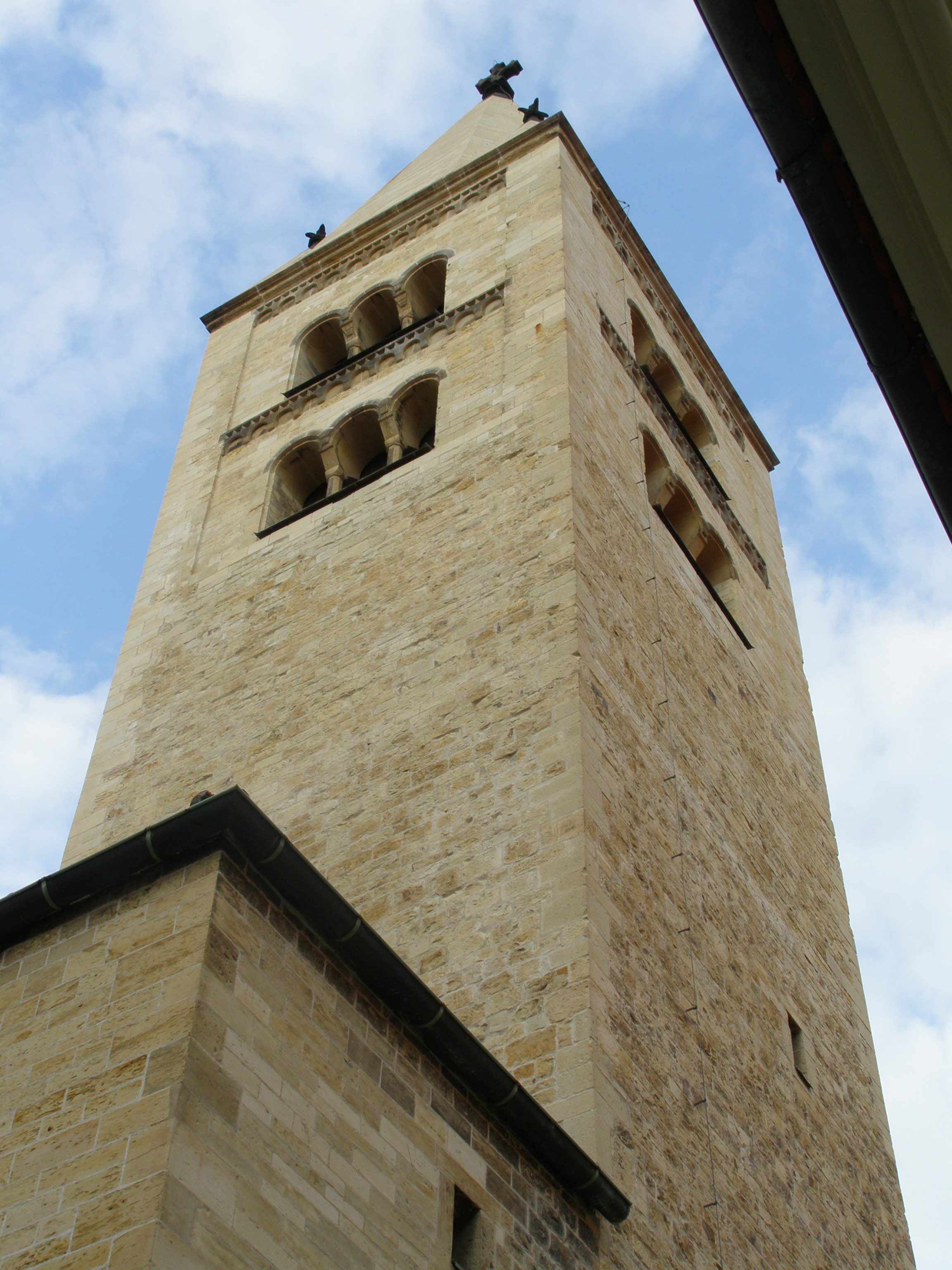
Klosterturm

Aus dem 11. Jahrhundert liegen für die Geschichte des Klosters wenige Informationen vor. In der zweiten Jahrhunderthälfte bemühte sich das Konvent um die Heiligsprechung der Fürstin Ludmilla, die hier bereits seit 925 bestattet war und deren Kult immer stärker wuchs. Das Kloster war ein Mittelpunkt dieser Tradition, und viele Gläubige pilgerten hierher.
Während der Belagerung der Prager Burg im Jahr 1142 wurden die Klostergebäude und die Kirche stark durch Brand beschädigt und die Schwestern mussten fliehen. Zuflucht fanden sie wahrscheinlich in der Kirche des Johannes des Täufers unterhalb Petřín. Zur Reparatur der Schäden kam es 1145–1151 unter Äbtissin Bertha, die wegen des Umfangs der Baumaßnahmen als zweite Klostergründerin (Secunda fundatrix) tituliert wird. Während ihrer Amtszeit wurde vermutlich ein großer Teil der beschädigten Klosterbauten repariert, die Kirche bekam die beiden hohen weißen Türme, die die heutige Silhouette des Klosters prägen, und weitere Klostergebäude wurden errichtet, zum Beispiel das lange Dormitorium. Aus diesem Zeitraum stammen wahrscheinlich auch die großen Wandgemälde, die sich nur in Bruchstücken erhalten haben.
1151 fertigten die Nonnen im Auftrag Bischof Jindřich Zdík bestickte Messgewänder an, die als Geschenk für Papst Eugen III. bestimmt waren. Vom hohen Niveau des Klosters am Ende des 12. Jahrhunderts zeugen auch die Osterspiele, in denen – eine Neuerung – die Frauenrollen nicht von verkleideten Männern, sondern von der Äbtissin und den Schwestern gespielt wurden. Die Männerrollen übernahmen Priester, Diakone und Subdiakone.

## Hochmittelalter

### Äbtissin Agnes

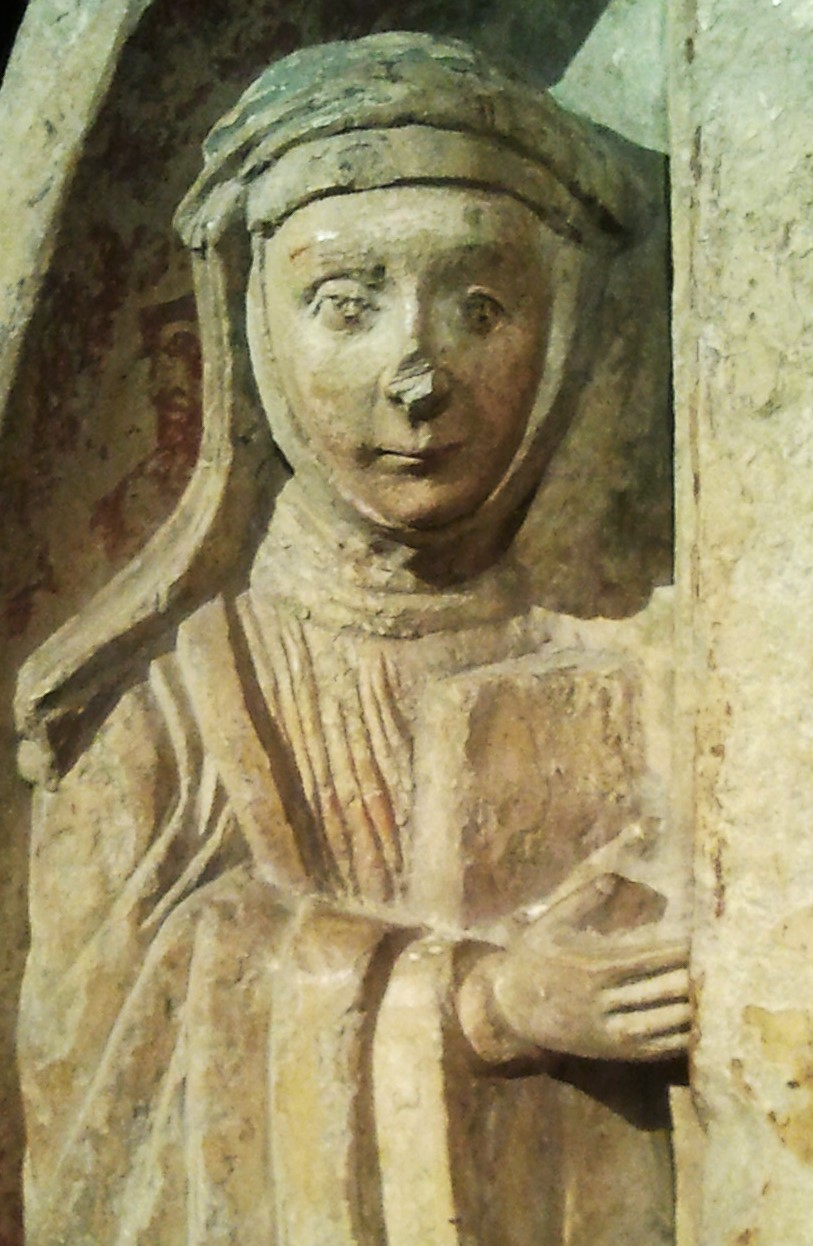
Äbtissin Agnes

Als Neugründerin (Restauratrix) des Klosters wird die Äbtissin Agnes bezeichnet. Die Tochter König Vladislavs II. stand in den Jahren 1200–1228 dem Kloster vor und war für viele kleinere bauliche Veränderungen verantwortlich. Sie ließ einen Arkaden-Anbau errichten, einen Gang, der offenbar vom Konvent in die Basilika führte und zu einem Kommunikationssystem gehörte, der die St.-Veits-Basilika, die St.-Georgs-Basilika und die einschiffige romanische Kirche verband, deren Überreste sich unter dem Pflaster des dritten Hofes der Prager Burg befinden. Sein Zweck ist bis heute nicht geklärt. Vielleicht sollte er den Nonnen die Teilnahme am Gottesdienst im Veitsdom ermöglichen oder wurde umgekehrt von Mitgliedern der Herrscherfamilie als Weg zu privaten Andachten in der Klosterbasilika, der Grabstätte ihrer Vorfahren, genutzt. Unter Äbtissin Agnes entstand auch die Kapelle der Heiligen Ludmilla und ein Tympanon mit Abbildung der thronenden Madonna mit dem Jesuskind im Schoß. Ihr zu Füßen knien vier Figuren; eine von ihnen ist die Äbtissin selbst.

### Entstehung des Skriptoriums
Im 13. Jahrhundert entstand auch das Skriptorium des Georgsklosters. Wahrscheinlich liegt sein Ursprung im Jahr 1294. In dieser Zeit ist bereits die Produktion von Manuskripten nachweisbar, wobei einige Handschriften und kleinere literarische Werke offenbar bereits aus der zweiten Hälfte des 12. Jahrhunderts stammen. Äbtissin war zu jener Zeit Sophie. Wann sie das Amt übernahm, ist unbekannt, sicher ist nur das Jahr ihrer Abdankung zugunsten Kunigundes, also das Jahr 1302. Sie war tschechischer Herkunft und brachte wahrscheinlich ebenfalls tschechische Schreiber in das Kloster mit. Dadurch war es möglich, die gängigsten Gebetstexte in das Tschechische zu übersetzen.
Von dem intellektuellen Aufstieg des Klosters während ihrer Amtszeit zeugt zum Beispiel die Übersetzung von Psalmen und vielleicht die Entstehung, in jedem Fall die Niederschrift des sogenannten Kunigunden-Gebets, auch bekannt unter dem Titel Vítaj králi všemohúcí, sowie die Erweiterung der Osterfeierlichkeiten. Kunigunde schloss an Sophies Tätigkeit an und dank ihrer Mittel erweiterte sie das Skriptorium beträchtlich.

### Äbtissin Kunigunde

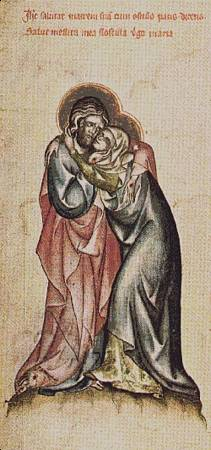
Buchmalerei aus dem Kunigundenpassional

Als bedeutendste Epoche in der Geschichte des Klosters gilt die Amtszeit der Äbtissin Kunigunde. Sie übernahm das Amt nach der erwähnten Abdankung Sophies 1302 und behielt es bis zu ihrem Tod am 26. November 1321. Kunigunde, Tochter des Königs Přemysl Otakar II. und der Kunigunde von Halitsch, wurde um das Jahr 1265 geboren. Im Jahr 1277 ließ ihr Vater sie in das Klarissenkloster des Hl. Franz in Prag, das spätere Annenkloster, eintreten, wahrscheinlich um das Versprechen zu umgehen, das er ein Jahr zuvor Rudolf I. geben musste. Danach sollte Kunigunde mit Rudolfs Sohn Hartmann verlobt werden. Ihre geistliche Bestimmung änderte ihr Bruder, König Wenzel II., im Jahr 1291. Er entschied sich, sie mit Boleslav II. von Masowien zu verheiraten, seinem Verbündeten beim Kampf um die polnische Krone. Aus der Ehe gingen zwei Kinder hervor, ein Sohn und eine Tochter. Kunigunde war offensichtlich in dieser Verbindung nicht glücklich, und so kehrte sie Ende des 13. Jahrhunderts an den Prager Hof zurück. Am 22. Juli 1302 legte sie den Eid ab und etwas später wurde sie zur Äbtissin geweiht.
Als wichtigstes Werk des Skriptoriums gilt eine reich illuminierte Handschrift, die das sogenannte Kunigundenpassional enthält. In dieser Epoche produzierte das Skriptorium die meisten Manuskripte. Die Liturgie stabilisierte sich und bereits Sophie, später noch stärker Kunigunde schufen günstige Bedingungen für die Bücherproduktion. Unter den Handschriften befinden sich neben gängigen Formen von Brevieren und Antiphonaren auch verschiedene Texte mit religiöser Thematik, mit Schwerpunkt auf Mystik und Marienkult. Der Einfluss des Přemysliden-Skriptoriums Kunigundes war im ganzen 14. Jahrhundert spürbar. Aus dieser Zeit sind weitere Handschriften erhalten, die im Umkreis des Klosters entstanden.
Kunigunde ließ für das Kloster auch eine Reihe von Urkunden und Privilegien ausstellen, die sein materielles Wachstum und die rechtliche Stellung stärkten. Zudem führte ihre Vorliebe für kostbare Goldschmiedearbeiten wohl dazu, dass sie für das Kloster eine große Menge reich verzierter Kunstwerke erwarb, von denen zwei mit Gold und Edelsteinen geschmückte Reliquiare später in den Klosterschatz von Strahov gelangten. Eine andere Ausrichtung hatte Kunigundes Nachfolgerin, Sophia von Pětichvosty. In die Zeit ihres Wirkens in den Jahren 1328–1345 fallen weitere Reparaturen und bauliche Änderungen im Kloster.

### Karl IV.
Die außergewöhnliche Stellung des Klosters stärkte auch Kaiser Karl IV., der die Přemysliden-Tradition fortführen wollte. Die Rechte der Äbtissin verankerte er in der Goldenen Bulle. Er verlieh ihr den Titel einer Fürstäbtissin und das Recht, die künftige Königin bei der Krönung zu begleiten. Er beförderte auch den Kult der Heiligen Ludmilla. Das bezeugen zahlreiche Schenkungen an das Kloster, darunter auch die silberne Herme der Heiligen, die sich heute in der Ausstellung der Nationalgalerie im Annenkloster befindet. In dieser Zeit übte die Äbtissin zudem auch die Gerichtsbarkeit in den Klostergütern aus. Damit verbunden waren Einkünfte aus der Vermietung von Häusern, Gerichts- und andere Gebühren.
Äbtissin Elisabeth beendete in den Jahren 1364–1378 den Umbau der Ludmilla-Kapelle zur heutigen gotischen Form. Den Kapellenaltar weihte im Jahr 1371 Erzbischof Jan Očko z Vlašimi.
Um 1350 kam es zur Gründung eines weiteren Prager Benediktinerklosters, des Klosters zum Hl. Geist. Ein direkter Einfluss des Georgsklosters auf die neu entstandene Stiftung kann vorausgesetzt werden, auch wenn Belege in den zeitgenössischen Quellen fehlen. In das zweite Prager Kloster traten vor allem bürgerliche Töchter ein. Nach den Hussitenkriegen wurde es an die Reformpartei übergeben, seitdem verfiel es allmählich und in der zweiten Hälfte des 16. Jahrhunderts übernahm das St.-Georgs-Konvent die Verwaltung. Dies geschah wahrscheinlich auf Bitte der Äbtissin Judith Eibenstolar z Eibenstolu, die dem Georgskloster in den Jahren 1567–1600 vorstand. An das Georgskloster kam auch das Archiv und die reiche Bibliothek des Hl.-Geist-Klosters, wo eine Buchmalerei- und Schreiberschule bestand.

## Spätmittelalter und Neuzeit

### Hussitenkriege

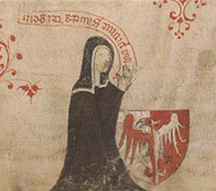
Kunigunde von Kolowrat

Vor den Hussitenkriegen gehörte das Kloster zu den reichsten Institutionen in Böhmen. Es war ein selbständiges politisches und wirtschaftliches Zentrum mit umfangreichem Grundbesitz. Die Hussitenkriege bedeuteten in seiner Geschichte einen entscheidenden Wendepunkt, denn das Kloster wurde verwüstet, der Konvent musste flüchten und der Klosterbesitz wurde verkauft, nachdem Äbtissin Kunigunde von Kolowrat (1386–1401) es ablehnte, die Basler Kompaktaten zu unterschreiben.
Im 16. Jahrhundert bemühte sich vor allem der Königshof um eine Erneuerung des Klosters. Eines der wichtigsten Denkmäler dieser Epoche ist das Renaissance-Portal aus der Zeit um 1515. Es befindet sich über dem Südeingang der Basilika und stellt den hl. Georg im Kampf mit dem Drachen dar. Im Jahr 1541 wurde das Kloster beträchtlich durch einen Brand beschädigt, die meisten Gebäude gingen endgültig unter. Nach langwierigen Reparaturen, die dem Kloster seine heutige markante Renaissance-Gestalt gaben, wurde ein Teil als Waffenkammer genutzt.

### Barock

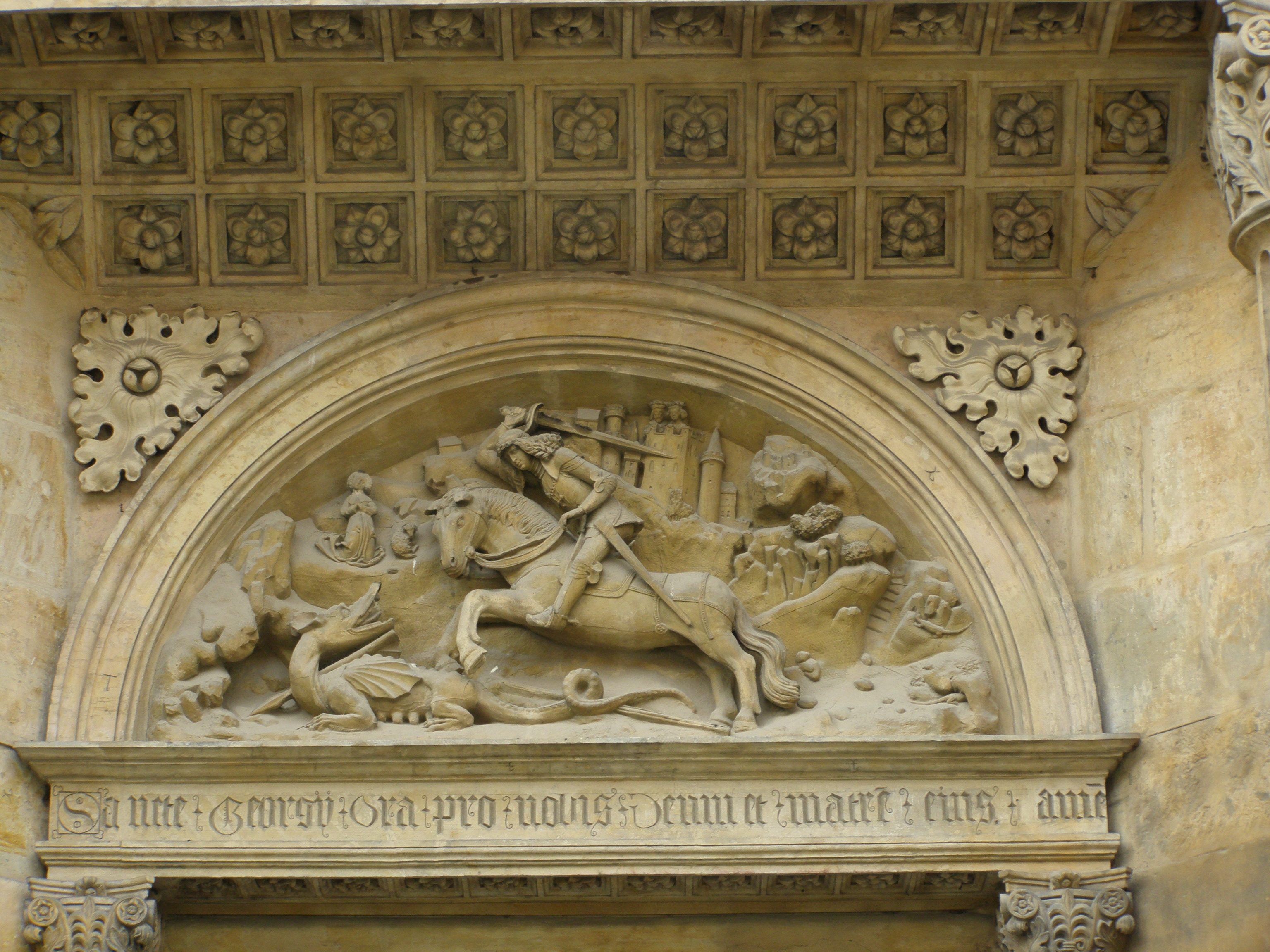
Tympanon mit einer Reliefdarstellung des Hl. Georg

Zu weiteren großen Umbauten kam es in den Jahren 1608–1612, als Äbtissin Sophie von Helfenburg im westlichen Teil des Hauptschiffes einen großen Chor für die Nonnen einrichtete. Während ihrer Amtszeit wurde die Klosterbibliothek revidiert und der Großteil der alten Texte bekam eine neue barocke Bindung. Dabei wurde oftmals der Text und die Malerei beeinträchtigt. Die Bindungen aus dieser Zeit gaben den meisten erhaltenen Handschriften ihr heutiges Aussehen.
Nach dem Jahr 1650 wurde die Waffenkammer dem Konvent zurückgegeben und sieben Jahre später begann der grundlegende frühbarocke Umbau des Klosters, der mit Unterbrechung bis zum Jahr 1680 dauerte. Er wurde unter Äbtissin Anna Mechtildis Schönwiesin von Eckstein beendet, die dem Kloster in den Jahren 1671–1691 vorstand und die sich auch für die Erweiterung des Klosterareals sowie die Reparatur der Klostertürme und des Westportals einsetzte.
Aus der ersten Hälfte des 18. Jahrhunderts stammt die einzige vollständige Darstellung der Klostergeschichte. Im Auftrag der Äbtissin Helena Pieroni da Gagliano schrieb sie der humanistische Gelehrte Johann Florian Hammerschmidt im Jahr 1715. Unter vielen kleineren Umbauten des 18. Jahrhunderts sticht die Kapelle des Heiligen Johannes Nepomuk von 1717–1722 hervor, deren Bau Franz Maximilian Kaňka zugeschrieben wird.

### Aufhebung
Die Geschichte des Klosters endete am 7. März 1782, als mit den Josephinischen Reformen das kaiserliche Dekret zu seiner Aufhebung erlassen wurde. Das Dekret rief den Unwillen der Öffentlichkeit hervor, die Prager Bürger forderten die Erneuerung des Konvents. Trotzdem wurden die Gebäude in das Eigentum des Militärs überführt und im Inneren Kasernen eingerichtet. Das Recht der Fürstäbtissin, die böhmische Königin zu krönen, ging an die Vorsteherin des nahen Theresianischen Damenstifts über. Erst in der zweiten Hälfte des 19. Jahrhunderts wuchs das Interesse an dem Kloster und seiner Geschichte, wodurch die Gebäude allmählich rekonstruiert wurden. Gegenwärtig ist in ihnen eine der Sammlungen der Nationalgalerie untergebracht. Das Kloster und die Basilika sind öffentlich zugänglich.